# Hypotrophie

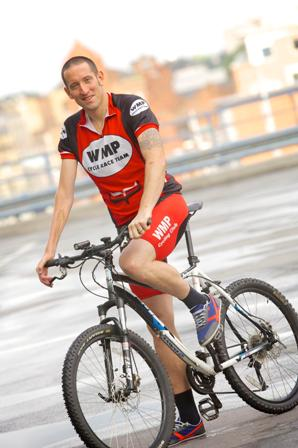
Tom Bradbury, champion paralympique britannique de cyclisme, souffrant d’une hypotrophie du membre supérieur droit à la suite d’un accident de moto.

L'hypotrophie désigne soit le dėfaut de développement, soit la diminution de volume ou de poids d’un tissu, d’un organe ou d’un membre. Elle peut être due à une sous-nutrition, ou à un défaut de la vascularisation ou de l’innervation de l’organe.
Lorsque l’hypotrophie survient pendant la gestation on parle d’hypotrophie fœtale.
Historiquement le terme désignait le seul défaut de nutrition d'un organe, en effet le suffixe trophê signifie nourriture en grec,, mais cet usage restrictif est désuet et ne recouvre pas l’ensemble du concept médical. En effet un membre (par exemple le membre supérieur chez l’homme) normalement développé peut devenir hypotrophique à la suite d’un accident entraînant une paralysie par arrachement du plexus brachial, la perte de l’innervation entraînant la perte fonctionnelle du membre et la fonte musculaire (hypotrophie musculaire secondaire).
L’hypotrophie affectant le plus souvent un organe ou un tissu on utilise plus souvent le terme accompagné d’un qualificatif comme : hypotrophie musculaire, hypotrophie mammaire, hypotrophie testiculaire, etc.
Certains dictionnaires considèrent que le terme est synonyme d’atrophie, mais en médecine les deux termes sont différents, le préfixe privatif n’ayant pas le même sens que le préfixe hypo.